# David Warner
David Warner (Manchester, 29 de julho de 1941 – 24 de julho de 2022) foi um ator inglês. Apesar de ter sido dirigido por Volker Schlöndorff, Alain Resnais e Raoul Ruiz, por diretores britânicos (Tony Richardson, Karel Reisz, Peter Hall) e norte-americanos (Sidney Lumet, John Frankenheimer, Joseph Losey, Sam Peckinpah, Terry Gillian, James Cameron, Tim Burton), e de ter atuado em filmes com atores e atrizes (James Mason, Simone Signoret, Jane Fonda, Gregory Peck, Dirk Bogarde, Maximilian Schell, Alain Delon, Judie Dench, Maggie Smith, Anthony Quinn, Leonardo De Caprio), Warner nunca foi uma estrela nem mesmo um ator muito premiado (apenas conta com um Emmy em 1981, pelo seu papel como Pomponius Falco na minissérie “Masada”), embora suas participações, mesmo as mais curtas, sejam sempre marcantes.
Ao longo de 55 anos de carreira, transitou todos os meios artísticos disponíveis: teatro, cinema, televisão, rádio e trabalhos de voz.

## Carreira
Warner foi inicialmente ator de teatro, começando a sua carreira em 1962, com apenas 21 anos de idade, já fazendo pequenos papéis em obras de Shakespeare. Nos anos 1963 e 1964, desempenhou papéis Shakespearianos mais importantes, na Royal Shakespeare Company, e em 1965, aos 24 anos, o papel de Hamlet. Quando começou a trabalhar em cinema abandonou o teatro durante 30 anos, voltando só em 2001 para fazer Major Barbara de George Bernard Shaw e King Lear de Shakespeare em 2005, entre outras peças. A sua primeira aparição importante no cinema se deu em 1962, com Tom Jones, de Tony Richardson, que já tinha dirigido Warner no teatro, fazendo o papel do insípido Blifil, com quem o pai de Susannah York, apaixonada por Tom Jones, quer casá-lo; este filme ganhou Oscar de melhor filme. No ano 1966, o diretor Karel Reisz, que tinha ficado conhecido pelo filme Tudo começa no sábado de 1960, deu para Warner o papel-título na comédia Morgan, um caso clínico, que concorreu à Palma de Ouro e pelo qual Vanessa Redgrave foi premiada, mas Warner foi ignorado.
A seguir, filma como protagonista principal dois filmes com diretores ingleses: The Bofors Gun, de Jack Gold e Work is a 4-letter word, de Peter Hall, ambos de 1966. Com Peter Hall fez, em 1968, uma versão de Sonho de uma Noite de Verão de Shakespeare, fazendo o papel de Lysander. Em The Fixer (O homem de Kiev) (1968), de John Frankenheimer, fez o importante papel do Conde Odoevsky, que tem em suas mãos a libertação do protagonista Alan Bates (que concorreu ao Oscar por este filme). Durante a década de 60, Sidney Lumet o dirigiu duas vezes, em The deadly affair (1966) e A gaivota (1968), baseada na peça de Anton Chekov, onde fez o importante papel de Konstantin. No final dessa década de estreia, Warner fez o papel-título de Michael Kohlhaas (1969), do diretor alemão Volker Schlöndorff (O Tambor).
Na passagem dos 60 para os 70 e durante esta última década, Warner fez importantes papéis de coadjuvante, quase sempre dirigido por diretores notáveis. O diretor Sam Peckinpah poucas vezes utilizou um ator em mais de um filme, mas Warner fez três filmes com Peckinpah, sempre em papéis marcantes: The Ballad of Cable Hogue (A morte não manda recado) (1969) (onde fez do lascivo reverendo Duncan), Straw Dogs  (1971) (fazendo o inglório papel de Henry Niles, o idiota do povo), e mais tarde Cross of Iron, de 1977 (fazendo o cético mas carismático Capitão Kiesel). Nesse mesmo ano, Alain Resnais (de Hiroshima, mon amour e L'année dernière à Marienbad) o escala no seleto reparto de “Providence”, junto a John Guielgud, Dirk Bogarde e Ellen Burstyn. Na década de 70, Warner fez outros três papéis memoráveis: o fotógrafo indiscreto de The Omen (1976) de Richard Donner, onde perde a cabeça num “acidente” diabólico, o decisivo papel de Torvald de Casa de bonecas (1973), de Joseph Losey, sobre a famosa peça de Ibsen, com Jane Fonda no papel de Nora, e como Jack, o Estripador em Time after time (1979), de Nicholas Meyer, pelo qual Warner foi indicado como melhor ator coadjuvante no Saturn Award, mas não ganhou.
Nos anos 80, Warner apareceu em alguns filmes importantes: Time Bandits de Terry Gilliam, e The French Lieutenant's Woman de Karel Reisz (nova parceria 15 anos depois de Morgan: A Suitable Case for Treatment), ambos de 1981; Tron (1982), de Steven Lisberger, a primeira incursão de Warner em filmes-divertimento de grande produção técnica, como poucos anos depois seria Star Trek V: The Final Frontier (1988). Por contraste, ele teve uma importante participação no drama mágico intimista A Companhia dos Lobos (1984), de Neil Jordan, e outro de seus poucos papéis como ator principal, como Hostile Takeover (1988), do diretor húngaro George Mihalka. Entre as décadas de 80 e 90, Warner fez muitos filmes de terror classe C, os dois melhores com John Carpenter, Body Bags e In the Mouth of Madness. Star Trek VI: The Undiscovered Country (1990), a comédia L’oeil qui ment (1992), de Raoul Ruiz, o drama fantástico Naked souls (1996), Titanic (1997) e Seven servants, com o Anthony Quinn, também de 97, foram seus filmes mais notáveis da década de 90.
Warner protagonizou alguns filmes notáveis e pouco conhecidos, como The Code Conspiracy (2001), Kiss of Life (2003), Ladies in Lavender e Straight Into Darkness, ambos de 2004, Black Death (2010), e Before I Sleep (2013), onde ele fez o papel principal. Warner continuou trabalhando em diversos projetos, o último dos quais é Mary Poppins Returns, com data de estreia prevista para 2018. Warner também trabalhou intensamente em televisão, em filmes e series como Holocausto (1978), S.O.S. Titanic (1979), Masada (1981), onde obteve o Emmy do Primetime de melhor ator coadjuvante em minissérie ou telefilme, Frankenstein (1983), A Christmas Carol (1984), Twin Peaks (1991), Batman: The Animated Series (1992-1995), The Legend of Prince Valiant (1993), Houdini (1998), Dr Jekyll and Mr. Hyde (2003), Doctor Who (2009 e 2013) e The alienist (2018). Ele utilizou igualmente a sua voz muito peculiar em trabalhos para o rádio e vídeo games.  
A obra de Warner no cinema pode ser vista em duas dimensões, uma artística e outra comercial. A artística se compõe de dramas ou filmes de conteúdo relevante (filmes como Morgan, A gaivota, Michael Kohlhass, Casa de bonecas, Providence, Cross of Iron, A companhia dos lobos, Hannah’s war, Hostile takeover, Mr. North, Naked souls, Seven servants, Kiss of life, Ladies in lavender, Straight into darkness, Before I sleep, Our habits fazem parte deste conjunto de sua obra). A parte comercial tem se caracterizado pelo viés fantástico, seja no plano da simples ficção (em filmes como Time after time, Time bandits, Tron, Jornada nas Estrelas V e VI, Blue tornado, The lost world, Quest of the Delta Knights, Final Equinox, Naked souls, Back to the secret Garden e Planet of the apes), seja no plano do terror trágico ou cômico (em filmes como From beyond the grave, Nightwing, My best friend is a vampyre, Waxwork, Grave secrets, Body bags, Lovecraft’s Necronomicon, In the mouth of madness, The last Leprechaun e Supersition).  

## Morte
Warner morreu em 24 de julho de 2022, aos oitenta anos de idade.